# Ольга Ганноверская
Ольга, принцесса Ганноверская, Великобританская и Ирландская (нем. Olga Adelaide Louise Marie Alexandrina Agnes Prinzessin von Hannover und Cumberland; 11 июля 1884, Гмунден, Верхняя Австрия — 21 сентября 1958, Гмунден, Верхняя Австрия) — член Ганноверского дома, дочь Эрнста II Ганноверского и Тиры Датской, внучка короля Кристиана IX.

## Жизнь

Принцесса Ольга на руках у матери.

Ольга — дочь Эрнста II, кронпринца Ганноверского и его супруги датской принцессы Тиры. По отцу внучка последнего короля Ганновера Георга V и Марии Саксен-Альтенбургской, по матери — датского короля Кристиана IX и Луизы Гессен-Кассельской. Благодаря своему деду, «тестю Европы», принцесса была в родстве с большинством королевских домов Европы. Ольга была племянницей английской королевы Александры, российской императрицы Марии Фёдоровны, греческого короля Георга I и короля Дании Фредерика VII, двоюродная сестра императора Николая II, английского короля Георга V, короля Греции Константина I, датского короля Кристиана X, норвежской королевы Мод. Праправнучка короля Великобритании Георга III и Шарлотты Мекленбург-Стрелицкой.
Принцесса всю жизнь проживала вместе с семьёй в городе Гмундене, никогда не выходила замуж и детей не имела. В 1958 году, незадолго до смерти Ольги, её племянник Эрнст Август IV Ганноверский и его жена принцесса Отруд Шлезвиг-Гольштейнская назвали свою вторую дочь в честь принцессы Ольги. Принцесса также была крёстной своего племянника Георга Вильгельма Ганноверского.

### Титул
- 11 июля 1884 — 21 сентября 1958: Её Королевское Высочество Принцесса Великобританская, Ирландская и Ганноверская, герцогиня Брауншвейг-Люнебургская